# Myrcia ayabambensis
Myrcia ayabambensis är en myrtenväxtart som beskrevs av Georg Hans Emmo Emo Wolfgang Hieronymus. Myrcia ayabambensis ingår i släktet Myrcia och familjen myrtenväxter.
Artens utbredningsområde är Ecuador. Inga underarter finns listade i Catalogue of Life.